# Velas
Velas es una villa portuguesa en la isla de São Jorge, Región Autónoma de Azores, con cerca de 1 900 habitantes.
Es sede de un municipio con 119,08 km² de área y 5 605 habitantes (2001), subdividido en 6 freguesias. Velas limita al este con el municipio de Calheta y limita con el océano Atlántico en las demás direcciones. Dentro de este municipio, en la freguesia de Santo Amaro se encuentra el aeropuerto de São Jorge, que comunica la isla con otras del archipiélago de las Azores.
Velas fue elevada a la condición de villa en 1500.

## Población
| Población del municipio de Velas (1849 – 2004) | Población del municipio de Velas (1849 – 2004) | Población del municipio de Velas (1849 – 2004) | Población del municipio de Velas (1849 – 2004) | Población del municipio de Velas (1849 – 2004) | Población del municipio de Velas (1849 – 2004) | Población del municipio de Velas (1849 – 2004) | Población del municipio de Velas (1849 – 2004) |
| ---------------------------------------------- | ---------------------------------------------- | ---------------------------------------------- | ---------------------------------------------- | ---------------------------------------------- | ---------------------------------------------- | ---------------------------------------------- | ---------------------------------------------- |
| 1849                                           | 1900                                           | 1930                                           | 1960                                           | 1981                                           | 1991                                           | 2001                                           | 2004                                           |
| 10166                                          | 8405                                           | 7328                                           | 8466                                           | 5927                                           | 5707                                           | 5605                                           | 5585                                           |

## Geografía
Las freguesias de Velas son las siguientes:
- Manadas
- Norte Grande
- Rosais
- Santo Amaro
- Urzelina
- Velas